# 世紀21物業

二十一世紀不動產舊logo

二十一世紀不動產股份有限公司（英語：Century 21 Real Estate LLC，簡稱：21世紀不動產）於1971年在美國成立，母公司Realogy是美國紐約上市公司，為全球最大地產代理公司，現時經營網絡遍及世界各地，包括美國、關島、加拿大、墨西哥、加勒比海地區、中国、台灣、香港、澳門、新加坡、日本、菲律賓、韓國、印尼、以色列、澳洲、紐西蘭、英國、開曼群島、法國、西班牙、荷蘭、比利時、盧森堡、捷克、羅馬尼亞、委內瑞拉、等超過86個國家，12,000家辦事處，職員超過145,000名。

## 歷史
21世紀不動產於1971年在美國加州成立，開辦首家連鎖店，同年用特許經營方式擴大在美國業務，1977年21世紀不動產上市，首批發行股票77萬股。1980年分別在日本、亞太地區、歐洲及墨西哥成立地區總部，1990年代業務擴展至拉丁美洲、東南亞、南美洲及大中華地區。

## 外部連結
- 21世紀不動產台灣區 （页面存档备份，存于）（繁體中文）
- 21世紀不動產 台灣區總部的Facebook專頁
- YouTube上的21世紀不動產台灣區總部頻道
- century21taiwan的X（前Twitter）
- 世紀21香港 （页面存档备份，存于）（繁體中文）（简体中文）（英文）
- 世紀21物業網頁 （页面存档备份，存于）（英文）
- 21世纪不动产 中国大陆 （页面存档备份，存于）（简体中文）